# 천궁도

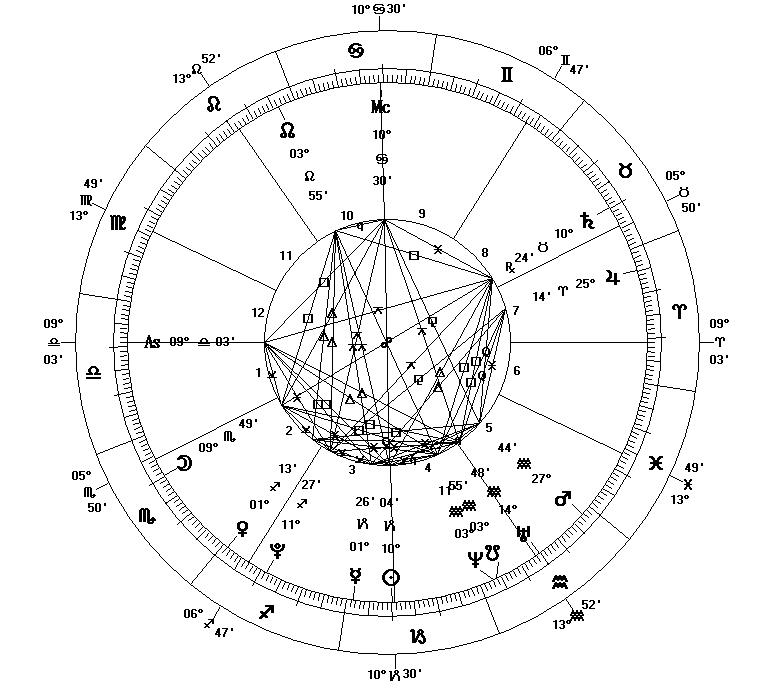
미국 뉴욕주 뉴욕시(경도: 074W00'23", 위도: 40N42'51")의 북미동부시 200년 1월 1일 오전 12시 1분의 천궁도.

천궁도(天宮圖, horoscope)는 한 사람의 출생 순간과 같은 특정 시간의 태양과 달, 행성 그리고 기준선을 표현하는 점성술의 도표 또는 도해이다. 영단어 하러스코프(horoscope)는 그리스어로 "시간의 모습"을 뜻하는 (단수형:오로스코포스, 복수형: 오로스코포이) 단어에서 파생되었다. 일반적으로 사용되는 천궁도의 다른 이름들로는 점성술 차트(astrological chart)나 천체도(天體圖, celestial map), 별자리도(sky-map), 별자리표(star-chart), 성도(星圖), 코스모그램(cosmogram), 근원도(根源圖, radical chart 또는 radix), 차트 휠(chart wheel) 또는 간단히 차트가 포함된다.
그것은 그것이 표현하는 시점(時點)에 관계된 사건을 고찰하는 점술(占術)의 방식으로 사용되며, 천궁도 점성술 전통의 근간을 이룬다. 천궁도의 정확성을 입증할만한 어떠한 과학적 증거도 없으며, 그것을 해석하는데 사용되는 기법은 일반적으로 의사과학으로 여겨진다.
천궁도의 일반적인 사용에 있어서, 그것은 종종 점성가의 해석으로 표현되고, 통례적으로 태양궁 점성술 체계의 근거가 되며, 중국 점성술에서는 간지의 근거가 되기도 한다. 특히, 많은 신문과 잡지 그리고 포털 사이트는 회귀 황도대에 근거하는 개인의 태양궁이나 별자리와 같은 생일의 태양의 황도대 위치에 관계된 천체의 효력에 관한 예언적 기고를 게제하고 있다.

## 개요
천궁도는 특정 위치와 특정 장소에 해당하는 양식화된 천체도의 기능을 가지고 있다. (태양중심적 점성술을 제외하고) 대부분의 응용에 있어서, 그 관점이 지구중심적이다. 차트에는 태양과 달을 포함한 실제 행성들 뿐만 아니라, 중천점과 상승점 등을 포함한 하우스의 시작선과 달의 교점, 황도대 별자리, 항성, 그리고 가상점과 같이 순전히 계산에 의한 요소들도 표시된다. 일반적으로는 각이라 불리는 행성과 다른 객체 간의 각도 관계 역시 그려진다. 그러한 요소들의 주안점과 해석은 전통에 따라 다르다.

## 어원
엉어 용어 하러스코프(horoscope)는 라틴어 호로스코푸스(horoscopus)에서 파생되었는데, 더 궁극적으로는 그리스어로 "시간"이라는 뜻의 오라(ὥρα)와 "관찰자"라는 뜻의 스코포스(σκόπος)의 합성어로 축어적으로 "(출생) 시간의 관찰자"인 "출생 천궁도"를 뜻하는 오로스코포스(ὡρόσκοπος)에서 파생되었다. 11세기의 중세 영어 문헌들에서는 그 단어가 라틴어 형태로 나타나며, 초기 근대 영어에서 하러스코프(horoscope)로 영어화되었다. "천궁도를 그림"을 뜻하는 명사 하라스카피(horoscopy)는 17세기(OED)부터 사용되어 오고 있다. 그리스어에서는 프톨레마이오스(《테트라비블로스》) 이래로 오로스코포스(ὡρόσκοπος)는 "상승점"으로, 오로스코피아(ὡροσκοπία)는 "상승점의 관찰자"라는 의미로 사용되고 있다.
한글 용어 천궁도(天宮圖)라는 단어는 한자어로써, 여기서 궁(宮)은 황도대의 12 별자리를 뜻한다.

## 서양 점성술의 개념
- 출생인(出生人, native)은 특정한 시간과 장소에서 발생한 사건(예를 들면, 출생)의 대상이며, 천구의 중심으로 여겨진다.
- 천구(天球, celestial sphere)는 황도대와 별자리 그리고 행성이 투영되는 가상의 천구이다.
- 적도면(赤道面, equatorial plane) 은 지구의 적도를 공간으로 투영한 평면이다.
- 황도면(黃道面, ecliptic plane)은 지구와 태양의 궤도로 정의된다. 점성술의 실천에 있어서 적도면과 황도면은 각각 거의 23.5°씩의 변치 않는 편위를 유지한다.
- 지평면(地平面 horizontal plane), 은 지평선의 점과 땅의 접선이며 그것의 중심에 출생인이 있다. 그 크기가 무한정인 천구에서, 지평면은 지구 중심의 평행면과 거의 동일한 것으로 간주된다.

### 모서리
천궁도에는 네 개의 기본 모서리가 있다. 아래는 힘의 순서대로 그것이 열거된다.:
- 첫 번째 하우스(상승점: 동쪽 모서라)
- 열번째 하우스(중천점 또는 M.C: 남쪽 모서리)
- 일곱번째 하우스(하강점: 서쪽 모서리)
- 네 번째 하우스(천저점 또는 I.C: 북쪽 모서리)

상승점(上昇點, ascendant)은 황도와 지평선이 교차하는 가장 동쪽의 점이며 태양이 떠오르는 점이다. 거의 대부분의 점성가들에게 있어서 상승점과 중천점(中天點, midheaven)은 천궁도에서 가장 중요한 모서리들로 여겨진다. 대부분의 하우스 분할 체계에서, 상승점은 1 하우스의 시작점이며, 중천점은 10 하우스의 시작점이다. 상승점이 있는 별자리의 주인 행성은 천궁도의 주인 행성이라 불리며 중요성이 부여된다. 상승점의 정반대편에 있는 서쪽의 점은 하강점(下降點, descendant)이라 불리며, 보통은 7 하우스의 시작점이다. 그리고, M.C의 정반대편의 점은 4 하우스의 시작점이며, 차트의 가장 북쪽에 있는 점으로 천저점(天底點)이나 I.C(imum coeli)로 불린다.
천궁도를 그릴 때, 전통적으로 상승점은 차트 원의 왼쪽의 "9시 정각"의 방향으로 위치한다. (그러나, 전통적인 사각형 차트는 꼭 그러한 관례를 따르지는 않는다.) 지구의 자전으로 인한 일주 운동 동안에, 황도의 전체 원은 상승점을 통해 지나게 될 것이며, 한 번의 자전을 마쳤을 때는 전보다 약 1° 더 앞에 있게 것이다. 그러한 운동은 출생의 순간에 동쪽 지평선에서 떠오르는 황도대의 별자리인 상승궁이라는 용어를 파생케 한다. 지평선에서 가장 멀리 있는 황도의 점은 중천점 또는 미디움 코엘리(medium coeli, M.C.)라고 불리는데, 사실상 "12시 정각의 위치"에 있으며, 만일 출생 시간이 정오라면 태양이 있는 곳이된다.

### 황도대

서양 점성술에서 점성술의 별자리(황도대)를 표시하는 점성술의 기호 또는 자형

- 우리의 관점에서 황도대(黃道帶, zodiac) 또는 "동물들의 원"은 천구로 투영되는 공간에 있으며, 행성이 이동하는 대(帶) 또는 띠이다. 태양의 중심선으로써의 외견상 경로인 그것은 각각 30도씩의 위도의 (모두 360도인) 12 별자리들로 분할된다. 대부분의 서양 점성가들이 사용하는 회귀 황도대는 태양이 천구의 적도를 가로지르며 양자리로 진입하는 정확한 순간에 그것의 시작이 있다. 어떤 서양 점성가들은 인도의 ("조티시") 점성가들에게 선호되는 항성 황도대를 사용하는데, 그것은 계절을 기준으로 이동되는 체계인 회귀 황도대와는 반대로 하늘의 실제 별자리의 위치에 꼭 맞게 근거한다.

회귀 황도대(回歸 黃道帶, tropical zodiac)는 (북반구에서 봄의 첫날인) 춘분점을 양자리의 1도로 규정하지만, 항성 황도대항성 황도대(恒星 黃道帶, sidereal zodiac)는 그것을 세차에 맞춰서 조정한다. (종종 대년이라고 불리는) 약 26,000년의 주기에 걸쳐서 지구 자전축에서 일어나는 "진동"으로 인하여, 하늘에서 춘분점의 선행하는 비율은 1년에 0도 0분 50.23초씩, 72년마다 1도씩이다. 그러므로, 분점의 세차운동은 6년마다 약 5각분씩의 비율로 일어나게 된다고도 할 수 있다. 예를 들어, 2002년 8월 28일에 태어난 한 사람은 서양 점성술에 따르면 그나 그녀의 태양궁은 처녀자리(전통적으로 매년 8월 23일부터 9월 22일까지)로 여겨지지만, 2002년의 같은 날짜에 태양은 사자자리 성좌에 있었다.(태양은 2002년 8월 10부터 그곳에 있다가 마지막으로 처녀자리와 교차하는 9월 15일까지 머물었다.)
실제 황도대적 성좌는 황도의 정확히 30° 씩은 아닌 가시적인 항성 무리들을 기준으로 천구로 투영된 신화적 모습을 그림으로 표현하는데 반해, 항성 황도대와 회귀 황도대는 모두 각각 30°씩의 기하학적 분할을 따른다. 그렇게 천문학의 별자리와 점성술의 별자리는 같지 않지만, 역사적인 이유로 같은 이름을 지닌다.
몇몇 점성가들은 황도대의 별자리는 전혀 사용하지 않고, 대신에 천궁도의 점성학적 각과 다른 요소들에 더 중점을 둔다.
- 태양궁(太陽宮, sun sign)은 출생인의 태양이 위치하고 있는 황도대의 별자리이다. 그것은 많은 사람들에게 친숙한 유일한 점성술 요소이다. 만일 사건이 일출 때에 일어난다면, 상승점과 태양궁은 같을 것이다. (다음 상승궁은 거기서부터 거의 두 시간 차이이다.)
- 사이(cusp) 또는 시작점(始作點)은 두 개의 별자리나 하우스의 경계이다.

### 하우스
하우스(house)는 황도면의 일련의 열두 분할이다. 점성가들에 의해 하우스의 분할을 계산하는 많은 체계가 고안되어오고 있다. 동분 하우스 체계의 경우에, 황도는 각각 30°씩의 12 개의 동등한 하우스로 분할된다. 첫 번째 하우스는 상승점에서 시작되며 다른 하우스들은 그 점에서부터 반시계 방향으로 순서가 매겨진다. 그러므로, 여섯번째 하우스는 지평선 위에 있게 된다. 출생인에게 있어서 그러한 하우스의 위치는 고정되어 있다. 하루 동안에 별자리와 행성은 모두 열두 하우스를 지나며, 행성은 몇 달 혹은 몇 년에 걸쳐서 별자리를 옮긴다.

## 서양 점성술의 천궁도의 구조
점성가가 천궁도를 생성하려면 당사자의 출생이나 사건의 시작의 정확한 시간과 장소를 알아야 한다. 그리고 나서는 그 순간의 (일광 절약 시간제로 또는 전시에 조정된) 지역 표준시를 그리니치 평균시나 세계시로 변환한다. 그리고 나서 점성가는 상승점과 중천점을 계산할 수 있도록 그 시간을 출생 때의 지방 항성시로 변환한다. 그리고, 점성가는 (사용되는 점성술 체계에 따라) 북반구의 춘분점이나 항성을 기준으로 하는 특정 연도와 날짜 그리고 항성시의 태양과 달 그리고 행성의 위치가 수록되어 있는 천체력(天體曆, ephemeris)이라 불리는 일련의 표를 참조하기도 한다. 그리고 나서, 점성가는 출생 장소의 실제 지방평균시(LMT)를 정하기 위해서 그리니치의 경도와 해당 위치의 경도 차이를 가감한다. 그렇게 만들어진 정확한 시간과 좌표에 근거하여 천궁도가 생성되며, 지평선 위의 행성은 물론 아래의 행성도 표시된다.
천궁도는 황도의 원으로 된 상승점이나 상승궁이 있는 동쪽 지평선에서 시작하는 12 구간이 특징을 이룬다. 그러한 12 구간은 하우스라고 불리는데, 그러한 분할에 대해서는 수많은 체계가 있다. 19세기부터 출판되어오고 있는 하우스표를 참조하는 것도 하우스 분할의 한 방편이 될 수 있다.

### 하우스

서양 점성술에서 점성술의 행성을 표시하는 점성술의 기호 또는 자형

따라서, 차트는 12개의 하우스 구조에서 시작하며, 황도대의 별자리가 그 위에 겹쳐진다. 동분 하우스 체계에서는 첫번째 하우스의 시작점이 12°에 있다면, 두 번째 하우스의 시작점은 처녀자리의 12°에, 세번째는 천칭자리의 12°에 있게 될 것이다. 황도와 지평면의 교차 각도의 효과를 고려하는 하우스 체계들에서는, 그 계산이 더 복잡해진다. 그러한 계산을 위해서는 사건의 위도가 필수적이다. 그러한 계산이 적용된 표가 사용될 수도 있지만, 오늘날 일반적으로 그것들은 컴퓨터로 계산된다. 대부분의 점성술 소프트웨어가 사용자로 하여금 여러 하우스 체계를 선택할 수 있도록 되어있다.

### 행성의 배치
하우스 안에서 별자리의 상대적 위치가 정립되었다면, 점성가는 태양과 달 그리고 행성을 그것들의 천구 경도에 따라 배치한다. 몇몇 점성가들은 항성과 왜행성, 소행성(예를 들면, 키론) 그리고 꼭짓점이나 적도의 상승점과 같은 수학적으로 계산된 점 등에도 유의한다. 일반적으로 많은 점성가들은 아랍의 가상점(阿拉伯 假想點, Arabic parts 또는 그리스어로 Lots)를 참조하는데, 행운의 가상점(Pars Fortunae)이 가장 일반적이다.

### 각
점성가는 천궁도의 생성을 완료하기 위해서 행성들 사이의 각 또는 상대적 각도를 고려해야 한다. 더 정확한 각은 더 중요하다고 여겨진다. 정확한 각과 실제적 각의 차이는 범위(範圍, orb)라고 불린다. 점성술 공동체에서 일반적으로 인정되는 각들로는 합(合, conjunction, 0°)과 충(衝, opposition, 180°), '사분위각(四分位角, square, 90°), 삼분위각(三分位角, trine, 120°), 육분위각(六分位角, sextile, 60°), 팔분위각(八分位角, semi-square, SSq, 45°), 삼배팔분위각(三倍八分位角, sesquiquadrate, 135°) 그리고 오엽각(五葉角, quincunx, 150°)이 있다. 이 각들도 역시 더 정확할수록 더 중요해지만, 그것들은 각각의 각의 중요성에 따라 다른 효과의 범위 내에서 기능하는 것으로 여겨진다. 따라서, 합에는 육분위각보다 더 큰 범위가 허용된다. 대부분의 현대 점성가들은 태양과 달 그리고 목성을 포함하는 각에는 8° 이하의 범위를 그리고 그 외에는 더 작은 범위를 사용한다. 우주 생명 상관론과 우라니아 점성술의 실천가들과 같은 몇몇 점성가들은 보조각(15°, 22.5°, 67.5°, 72°, 75°, 105°, 112.5°, 157.5°, 165°)을 훨씬 좁은 범위로 적용해서 사용한다.

### 상승점
천궁도는 현지 시간을 사용하기 때문에 상승점의 위치를 결정하기 위해서는 경도가 필수적이다. 점성가는 생성된 천궁도를 가지고 해석의 과업을 실천할 수 있는데, 그러한 해석에 있어서 사용되는 천궁도 점성술의 부문에 유의해야 한다.

## 중국 점성술
중국 점성술에서 천궁도는 육십갑자에 따라 각각의 해에 해당되는 원소와 동물의 체계로 된 중국 황도대의 상징화의 근거가 된다. 하지만, 한 사람이 태어난 해에 해당되는 성격과 그러한 체계의 천궁도는 정확한 예측을 기대하기 보다는 재미로 보는 것이 일반적이다. 중국 점성술의 천궁도는 종종 신문과 잡지 그리고 포털 사이트에서 점성술 기고란에 게제되는데, 서양의 천궁도는 일반적으로 태양궁 점성술로써 "별자리 운세"로, 중국 천궁도는 목성궁 점성술로써 "띠별 운세"로 해석된다.

## 같이 보기
- 출생 천궁도: 한 사람의 출생에 대한 천궁도
- 합성 천궁도: 두개 이상의 천궁도의 행성의 중간점으로 구성된 천궁도.
- 포러 효과